# كلايد كوساتسو
كلايد كوساتسو (بالإنجليزية: Clyde Kusatsu)‏ هو ممثل أمريكي من أصل ياباني ولد في يوم 13 سبتمبر 1948 في مدينة هونولولو في هاواي في الولايات المتحدة، مثل في عدة أفلام منها الفطيرة الأمريكية وفي خط النار وذا إنتربريتر وهروب هارولد وكومار من خليج غوانتانامو.

## روابط خارجية
- كلايد كوساتسو على موقع IMDb (الإنجليزية)
- كلايد كوساتسو على موقع ألو سيني (الفرنسية)
- كلايد كوساتسو على موقع أول موفي (الإنجليزية)
- كلايد كوساتسو على موقع قاعدة بيانات الأفلام السويدية (السويدية)
- كلايد كوساتسو على موقع إن إن دي بي (الإنجليزية)
- كلايد كوساتسو على موقع قاعدة بيانات الفيلم (الإنجليزية)
- كلايد كوساتسو على موقع كينوبويسك (الروسية)